# Championnat de Belgique de football 1945-1946
Navigation
Saison précédente Saison suivante
Le championnat de Belgique de football 1945-1946 est la 43e saison du championnat de première division belge. Son nom officiel est « Division d'Honneur ». À la suite de la décision de l'URBSFA d'annuler les relégations subies pendant les trois « championnats de guerre » tout en maintenant les promotions obtenues sur le terrain, le championnat oppose pour la première fois un nombre record de 19 équipes. Cela profite à trois clubs, le Tilleur FC, le Racing CB et le Boom FC. Le Lyra, relégué lors du dernier championnat officiel, choisit de rester en Division 1 en début de saison.
Le championnat revient au R. FC Malinois, qui décroche son deuxième titre en l'espace de trois saisons. Le club malinois doit son titre à son attaque très performante, notamment Albert De Cleyn, meilleur buteur du championnat. Il devance les deux premiers de la saison précédente, l'Antwerp et Anderlecht.
En bas de tableau, le R. CS Brugeois s'avère beaucoup plus faible que les autres équipes et est rapidement condamné à la dernière place. Il est accompagné en Division 1 par le Tilleur FC, déjà dernier en 1943-1944 mais repêché par la fédération.

## Recomposition des séries
La Seconde Guerre mondiale s'est terminée en Europe, avec la capitulation de l'Allemagne nazie, le 8 mai 1945 puis, enfin, le 2 septembre 1945, pour le front du Pacifique, avec la reddition sans conditions du Japon.
Aux côtés des considérations les plus importantes, le football peut également reprendre ses droits et retrouver un fonctionnement plus fluide. Afin de réparer plusieurs injustices causées par le conflit (pénurie de joueurs, déplacement impossibles ou très difficiles,…), la Fédération belge de football décide d'annuler toutes les relégations subies durant les trois championnats de guerre, alors que les montées de niveau obtenues restent acquises.
C'est pour cette raison que lors de la saison 1945-1946, les sept séries des trois niveaux nationaux du football belge comportent un plus grand nombre de participants que les 14 habituellement prévus avant le déclenchement des hostilités. Le retour à la « normale », dorénavant fixée à 16 clubs par série, est étalé sur une période de deux saisons.

## Clubs participants
Dix-neuf clubs prennent part à cette édition, c'est sept de plus qu'en 1944-1945 et trois de plus que lors du dernier championnat officiel en date (1943-1944). Cela en raison de la recomposition des séries avec l'annulation des relégations subies lors des « championnats de guerre ». Ceux dont le matricule est mis en gras existent toujours aujourd'hui.
| #  | Nom                                       | Mat. | Ville                 | Stades                       | En D1 depuis (série) | Total en D1 | Saison 1943-1944  |
| -- | ----------------------------------------- | ---- | --------------------- | ---------------------------- | -------------------- | ----------- | ----------------- |
| 1  | Sportclub Eendracht Alost                 | 90   | Alost                 | Bredestraat                  | 1941-1942 (4e)       | 4e          | 12e               |
| 2  | Royal Sporting Club Anderlechtois         | 35   | Anderlecht            | Stade Émile Versé            | 1935-1936 (8e)       | 15e         | 2e                |
| 3  | Royal Antwerp Football Club               | 1    | Anvers                | Bosuilstadion                | 1901-1902 (37e)      | 42e         | 1er               |
| 4  | Royal Beerschot Athletic Club             | 13   | Anvers                | Kiel                         | 1907-1908 (31e)      | 37e         | 3e                |
| 5  | Royal Berchem Sport                       | 28   | Berchem               | Het Rooi                     | 1943-1944 (2e)       | 15e         | 6e                |
| 6  | Koninklijke Boom Football Club            | 58   | Boom                  | ?                            | 1945-1946 (1re)      | 4e          | Division 1A : 7e  |
| 7  | Royal Cercle Sportif Brugeois             | 12   | Bruges                | Stade du CS Brugeois         | 1938-1939 (5e)       | 37e         | 8e                |
| 8  | Royal Racing Club de Bruxelles            | 6    | Uccle                 | Stade du Vivier d'Oie        | 1945-1946 (1re)      | 33e         | Division 1B : 5e  |
| 9  | Royal Olympic Club Charleroi              | 246  | Montignies-sur-Sambre | Stade de la Neuville         | 1937-1938 (6e)       | 6e          | 9e                |
| 10 | Royal Cercle Sportif La Forestoise        | 51   | Forest                | Stade communal               | 1942-1943 (3e)       | 4e          | 10e               |
| 11 | Association Royale Athlétique La Gantoise | 7    | Gentbrugge            | Stade Jules Otten            | 1936-1937 (7e)       | 18e         | 13e               |
| 12 | Royal Football Club Liégeois              | 4    | Rocourt               | Stade Vélodrome Oscar Flesch | 1945-1946 (1re)      | 18e         | Division 1B : 1er |
| 13 | Royal Standard Club Liège                 | 16   | Sclessin              | Stade de Sclessin            | 1921-1922 (22e)      | 27e         | 14e               |
| 14 | Koninklijke Liersche Sportkring           | 30   | Lierre                | Lispersteenweg               | 1927-1928 (16e)      | 16e         | 4e                |
| 15 | Royal Football Club Malinois              | 25   | Malines               | Achter de Kazerne            | 1928-1929 (15e)      | 18e         | 5e                |
| 16 | Union Saint-Gilloise Société Royale       | 10   | Uccle                 | Stade du Parc Duden          | 1901-1902 (37e)      | 37e         | 7e                |
| 17 | Sint-Niklaassche Sportkring               | 221  | Saint-Nicolas         | ?                            | 1945-1946 (1re)      | 1re         | Division 1A : 1er |
| 18 | Royal Tilleur Football Club               | 21   | Tilleur               | Stade du Pont d'Ougrée       | 1941-1942 (4e)       | 7e          | 16e               |
| 19 | Royal White Star Athletic Club            | 47   | Woluwe-Saint-Lambert  | rue de Kelle                 | 1934-1935 (8e)       | 9e          | 11e               |

### Localisation des clubs
| Anvers Liersche Boom FC Malinois Bruxelles Olympic E. Aalst La Gantoise Sint-Niklaas CS Brugeois Liège |

#### Localisation des clubs bruxellois
les 5 cercles bruxellois sont :
(6) R. SC Anderlechtois
(7) Union SG SR
(8) R. CS La Forestoise
 (10) R. Racing CB
 (14) R. White Star AC

#### Localisation des clubs anversois
les 3 cercles anversois sont :
(1) R. Antwerp FC
(2) R. Beerschot AC
 (3) R. Berchem Sport

#### Localisation des clubs liégeois
les 3 cercles liégeois sont :
(1) R. FC Liégeois
(8) R. Standard CL
 (11) R. Tilleur FC

## Déroulement de la saison

### Une saison très longue
À la suite de la recomposition des séries décidée par l'Union Belge, la Division d'Honneur compte 19 équipes, ce qui augmente le nombre de matches à disputer. Pour la première fois, le championnat débute au mois d'août et dure jusqu'au début du mois de juin 1946. La première victime de cette saison éreintante est le Cercle de Bruges, qui enchaine les défaites, surtout en déplacement : 17 matches perdus et deux partages en 19 matches à l'extérieur. Rapidement, il est clair que le cercle brugeois sera relégué en fin de saison.
L'autre place de relégable est plus disputée et concerne sept équipes, dont les récents champions de Belgique du Lierse (en 1942) et du Beerschot (en 1939). Après une lutte haletante, la peu enviable avant-dernière place revient à Tilleur, qui s'écroule en fin de saison et échoue à deux points de l'Olympic Charleroi. Pourtant, avec seulement 53 buts encaissés, Tilleur dispose de la troisième meilleure défense de la saison, derrière les deux premiers, faisant mieux qu'Anderlecht et ses 69 buts concédés. Mais c'est au niveau de l'attaque, la plus faible des équipes engagées, que le bât a blessé pour les Tilleuriens, qui n'inscrivent que 35 buts en 36 matches de championnat.

### FC Malinois, clap deuxième
En haut du classement, le titre semble d'abord se jouer entre trois équipes : l'Antwerp, champion en titre, le Football Club Malinois, son prédécesseur, et le Sporting Anderlechtois, qui confirme ses bonnes prestations lors des « championnats de guerre ». Ces trois équipes disposent des meilleurs atouts offensifs, marquant chacune à plus de 90 reprises, et même jusqu'à 108 fois pour Malines, un nouveau record.
Les premiers à lâcher prise sont les « Mauves » bruxellois, qui encaissent trop de buts par rapport à leurs deux rivaux. Emmené par son prolifique buteur Albert De Cleyn, le FC Malinois creuse l'écart en tête avec l'Antwerp, à la faveur de larges victoires contre le White Star (8-1), le FC Liégeois (10-2) ou encore le Beerschot (1-9). Plus réguliers que leurs adversaires, le club malinois remporte 25 matches et ne concède que 5 défaites, des statistiques qui lui permettent de célébrer leur deuxième titre en trois saisons, avec une marge de six points sur le « Great Old ».

## Résultats et classements

### Résultats des rencontres
Avec dix-neuf clubs engagés, 342 matches sont au programme de la saison.
| Résultats (▼dom., ►ext.)                                   | AAL | AND | ANT | BEE | BER | BOO | CSB | RCB | FOR | GAN | FCL | LIE  | FCM | OLY | STA  | USG | STN | TIL | WST |
| SC Eendracht Aalst                                         |     | 0-3 | 0-0 | 3-7 | 0-3 | 1-5 | 2-1 | 0-3 | 2-2 | 3-1 | 2-1 | 2-1  | 3-3 | 2-2 | 2-4  | 4-1 | 4-1 | 2-0 | 3-1 |
| R. SC Anderlechtois                                        | 1-3 |     | 4-1 | 1-1 | 6-5 | 9-2 | 4-0 | 0-1 | 1-0 | 3-2 | 2-2 | 3-2  | 1-4 | 2-3 | 6-2  | 2-4 | 1-0 | 1-1 | 3-2 |
| R. Antwerp FC                                              | 2-2 | 1-2 |     | 0-1 | 9-3 | 2-1 | 3-0 | 3-2 | 4-0 | 4-0 | 3-1 | 8-1  | 2-2 | 3-0 | 2-1  | 5-2 | 5-1 | 1-0 | 1-1 |
| R. Beerschot AC                                            | 1-4 | 3-3 | 1-4 |     | 0-2 | 2-0 | 3-0 | 0-5 | 2-3 | 4-1 | 2-0 | 0-0  | 1-9 | 3-2 | 0-2  | 2-2 | 1-1 | 1-0 | 3-2 |
| K. Berchem Sport                                           | 4-4 | 5-4 | 0-1 | 1-2 |     | 3-3 | 1-1 | 6-3 | 1-1 | 0-4 | 4-1 | 4-1  | 0-2 | 1-1 | 2-2  | 6-2 | 0-1 | 3-2 | 2-5 |
| K. Boom FC                                                 | 0-0 | 1-3 | 2-2 | 3-1 | 0-1 |     | 4-2 | 2-1 | 1-4 | 1-1 | 3-0 | 0-1  | 0-3 | 3-0 | 1-4  | 3-3 | 2-0 | 1-2 | 4-0 |
| R. CS Brugeois                                             | 4-0 | 1-2 | 1-3 | 1-0 | 2-3 | 4-2 |     | 0-2 | 3-3 | 0-1 | 3-4 | 5-1  | 1-1 | 3-1 | 4-2  | 1-4 | 1-2 | 5-0 | 1-2 |
| R. Racing CB                                               | 4-1 | 1-1 | 1-0 | 2-0 | 1-0 | 1-1 | 3-0 |     | 1-1 | 1-1 | 1-1 | 2-2  | 1-5 | 5-1 | 5-3  | 2-2 | 4-3 | 3-1 | 3-3 |
| R. CS La Forestoise                                        | 4-0 | 1-2 | 0-2 | 0-2 | 2-6 | 1-1 | 6-2 | 2-0 |     | 4-1 | 2-3 | 0-3  | 1-3 | 0-1 | 3-1  | 2-1 | 3-1 | 0-0 | 2-1 |
| ARA La Gantoise                                            | 1-2 | 4-1 | 0-5 | 2-1 | 3-1 | 4-2 | 3-1 | 1-0 | 3-0 |     | 3-2 | 0-2  | 2-1 | 1-2 | 10-1 | 3-2 | 1-1 | 1-0 | 2-1 |
| R. FC Liégeois                                             | 1-1 | 4-4 | 1-2 | 3-1 | 2-2 | 1-1 | 3-1 | 3-0 | 5-1 | 4-4 |     | 2-2  | 1-2 | 3-1 | 4-1  | 3-0 | 9-0 | 1-0 | 2-1 |
| K. Liersche SK                                             | 4-2 | 1-4 | 1-3 | 6-4 | 2-2 | 4-4 | 2-0 | 3-4 | 1-2 | 1-2 | 2-2 |      | 4-0 | 1-2 | 8-3  | 2-3 | 2-1 | 4-1 | 2-1 |
| FC Malinois                                                | 4-0 | 4-1 | 3-1 | 5-0 | 2-4 | 5-1 | 1-1 | 2-1 | 1-0 | 3-0 | 1-5 | 10-2 |     | 2-0 | 4-0  | 2-0 | 6-0 | 1-2 | 8-1 |
| R. Olympic CC                                              | 1-2 | 0-1 | 2-2 | 2-2 | 3-2 | 0-3 | 3-1 | 2-0 | 4-2 | 2-1 | 1-4 | 4-1  | 0-2 |     | 1-5  | 0-1 | 2-2 | 1-1 | 1-0 |
| R. Standard CL                                             | 2-2 | 0-4 | 2-1 | 5-2 | 6-1 | 1-2 | 5-1 | 0-1 | 3-7 | 4-1 | 1-0 | 5-1  | 1-2 | 2-1 |      | 2-0 | 3-1 | 1-1 | 3-3 |
| Union St-Gilloise SR                                       | 3-3 | 2-1 | 2-2 | 4-0 | 2-0 | 2-2 | 2-1 | 0-3 | 0-4 | 3-2 | 1-1 | 8-1  | 0-1 | 2-1 | 4-0  |     | 1-0 | 2-0 | 0-4 |
| Sint-Niklaassche SK                                        | 1-0 | 0-3 | 1-0 | 0-2 | 0-2 | 0-2 | 6-0 | 1-0 | 5-2 | 1-0 | 5-0 | 1-0  | 2-2 | 1-1 | 1-0  | 2-1 |     | 0-1 | 2-5 |
| R. Tilleur FC                                              | 3-3 | 2-4 | 2-1 | 0-0 | 0-3 | 0-1 | 5-1 | 1-0 | 1-0 | 1-0 | 2-0 | 1-2  | 0-1 | 3-3 | 2-0  | 0-2 | 0-2 |     | 0-0 |
| White Star AC                                              | 1-1 | 4-1 | 1-8 | 2-1 | 1-4 | 3-0 | 3-2 | 1-4 | 2-1 | 2-1 | 4-2 | 2-2  | 2-1 | 4-1 | 4-0  | 4-1 | 1-1 | 2-0 |     |
| - Victoire à domicile - Match nul - Victoire à l'extérieur |     |     |     |     |     |     |     |     |     |     |     |      |     |     |      |     |     |     |     |

### Classement final
| Rang | Équipe                    | Pts | J  | G  | N  | P  | Bp  | Bc | Diff |
| ---- | ------------------------- | --- | -- | -- | -- | -- | --- | -- | ---- |
| 1    | R. FC MALINOIS            | 55  | 36 | 25 | 5  | 6  | 108 | 41 | +67  |
| 2    | R. Antwerp FC T           | 49  | 36 | 21 | 7  | 8  | 96  | 44 | +52  |
| 3    | R. SC Anderlechtois       | 46  | 36 | 20 | 6  | 10 | 94  | 69 | +25  |
| 4    | R. Racing CB R            | 39  | 36 | 17 | 8  | 11 | 71  | 53 | +18  |
| 5    | R. White Star AC          | 39  | 36 | 16 | 7  | 13 | 76  | 73 | +3   |
| 6    | R. FC Liégeois            | 38  | 36 | 14 | 10 | 12 | 81  | 66 | +15  |
| 7    | R. Berchem Sport          | 38  | 36 | 15 | 8  | 13 | 87  | 81 | +6   |
| 8    | Union St-Gilloise SR      | 37  | 36 | 15 | 7  | 14 | 69  | 71 | -2   |
| 9    | SC Eendracht Aalst        | 36  | 36 | 12 | 12 | 12 | 65  | 80 | -15  |
| 10   | ARA La Gantoise           | 36  | 36 | 16 | 4  | 16 | 67  | 66 | +1   |
| 11   | K. Boom FC R              | 34  | 36 | 12 | 10 | 14 | 64  | 71 | -7   |
| 12   | R. CS La Forestoise       | 32  | 36 | 13 | 6  | 17 | 66  | 70 | -4   |
| 13   | St-Niklaasche SK          | 32  | 36 | 13 | 6  | 17 | 47  | 67 | -20  |
| 14   | R. Standard CL            | 32  | 36 | 14 | 4  | 18 | 77  | 94 | -17  |
| 15   | K. Liersche SK            | 31  | 36 | 12 | 7  | 17 | 75  | 97 | -22  |
| 16   | R. Beerschot AC           | 31  | 36 | 12 | 7  | 17 | 56  | 80 | -24  |
| 17   | R. Olympic Club Charleroi | 30  | 36 | 11 | 8  | 17 | 52  | 73 | -21  |
| 18   | R. Tilleur FCR            | 28  | 36 | 10 | 8  | 18 | 35  | 53 | -18  |
| 19   | R. CS Brugeois            | 18  | 36 | 7  | 4  | 25 | 55  | 92 | -37  |

Légende
- Champion de Belgique 1946
- Club relégué pour la saison suivante

Abréviations
T : Tenant du titre 1944

 : club promu de Division 1 depuis la saison précédente

R : club repêché depuis la saison précédente

### Meilleur buteur
Albert De Cleyn (R. FC Malinois), avec 40 buts. Il est le onzième joueur différent sacré deux fois meilleur buteur de la plus haute division et le huitième belge.

#### Classement des buteurs
Le tableau ci-dessous reprend les dix meilleurs buteurs du championnat.
| #  | Pays | Joueur          | Club                    | Buts | Matches joués |
| -- | ---- | --------------- | ----------------------- | ---- | ------------- |
| 1. |      | Albert De Cleyn | R. FC Malinois          | 40   | 36            |
| 2. |      | Arsène Vaillant | R. White Star AC        | 38   | 36            |
| 3. |      | Jef Mermans     | R. SC Anderlechtois     | 32   | 27            |
| =. |      | Henri Govard    | R. FC Liégeois          | 32   | 36            |
| 5. |      | Karel Voogt     | SC Eendracht Alost      | 31   | 35            |
| 6. |      | Lodewijk Diricx | Union Saint-Gilloise SR | 30   | 36            |
| 7. |      | René Geuns      | R. Antwerp FC           | 29   | 27            |
| 8. |      | Albert Dehert   | R. Berchem Sport        | 28   | 33            |
| 9. |      | Petrus Claes    | K. Boom FC              | 26   | 26            |
| =. |      | Jean Van Loy    | R. CS La Forestoise     | 26   | 34            |

## Récapitulatif de la saison
- Champion : R. FC Malinois (2e titre)
- Neuvième équipe à remporter deux titres de champion
- Quatorzième titre pour la province d'Anvers.

| Région flamande (10)            | Région flamande (10) | Province de Brabant (5)      | Province de Brabant (5) | Région wallonne (4)    | Région wallonne (4) |
| ------------------------------- | -------------------- | ---------------------------- | ----------------------- | ---------------------- | ------------------- |
| Province d'Anvers               | 6                    | Région de Bruxelles-Capitale | 5                       | Province de Hainaut    | 1                   |
| Province de Flandre-Occidentale | 1                    | Province du Brabant flamand  | 0                       | Province de Liège      | 3                   |
| Province de Flandre-Orientale   | 3                    | Province du Brabant wallon   | 0                       | Province de Luxembourg | 0                   |
| Province de Limbourg            | 0                    |                              |                         | Province de Namur      | 0                   |

1. ↑  Au niveau footballistique, la province de Brabant est toujours unitaire malgré sa partition territoriale en 1995.

### Admission et relégation
Le Tilleur FC et le CS Brugeois terminent aux deux dernières places et sont renvoyés en Division 1. En vue de la saison suivante, ils sont remplacés parmi l'élite par le Lyra et le R. FC Brugeois, qui font leur retour au plus haut niveau après respectivement une et quatre saisons (officielles) d'absence.

### Débuts en Division d'Honneur
Un club fait ses débuts dans la plus haute division belge. Il est le 42e club différent à y apparaître.
- Le Sint-Niklaassche Sportkring est le 5e club de la province de Flandre-Orientale à évoluer dans la plus haute division belge.

### Bilan de la saison
| Championnat de Belgique de football 1945-1946 |                           |
| Champion                                      | R. FC Malinois (2e titre) |
| Dauphin                                       | R. Antwerp FC             |
| Promotions et relégations                     |                           |
| Promus en Division d'Honneur                  | R. FC Brugeois            |
| Promus en Division d'Honneur                  | KM Lyra                   |
| Relégués en Division 1                        | R. Tilleur FC             |
| Relégués en Division 1                        | R. CS Brugeois            |